# 칸다하르주
칸다하르주(Kandahār Velayat, 파슈토어: د کندهار ولايت, 다리어: ولایت قندهار)는 아프가니스탄의 주의 하나이다. 아프가니스탄의 남부에 위치하며, 탈레반의 본거지였다. 주도는 아프가니스탄 제2의 도시 칸다하르(Kandahār)이다.

## 같이 보기
- 칸다하르
- 레기스탄 사막